# Глубочок (Тернопольская область)
Глубочок (укр. Глибочок) — село в Борщёвской городской общине Чортковского района Тернопольской области Украины.
До 2020 года входило в Борщёвский район.

## Географическое положение
Село Глубочок находится на берегу реки Драпанка,
выше по течению на расстоянии в 3 км расположено село Констанция,
ниже по течению на расстоянии в 3 км расположено село Высичка.
Рядом проходит автомобильная дорога Р-24.

## История
- 1469 год — первое упоминание о селе.

В июле 1995 года Кабинет министров Украины утвердил решение о приватизации находившегося здесь совхоза.
Население по переписи 2001 года составляло 1621 человек.

## Объекты социальной сферы
- Школа.
- Дом культуры.
- Фельдшерско-акушерский пункт.